# لونغ، لونغ واي تو غو
«لونغ، لونغ واي تو غو» (بالإنجليزية: Long, Long Way to Go)‏، هي أغنية لفرقة الهارد روك البريطانية ديف ليبارد من ألبومها X. أضيفت الأغنية لاحقاً للألبوم التجميعي بيست أوف ديف ليبارد في 2004. تعتبر الأغنية حتى الآن آخر أغنية منفردة وصلت لأفضل 40 أغنية منفردة في المملكة المتحدة لديف ليبارد، حيث وصلت للمرتبة 40 في أبريل 2003.

## قائمة الأغاني

### سي دي
- «لونغ، لونغ واي تو غو»
- «10 × بيغر ذان لاف»
- «ناو (صوتية)»
- «لونغ، لونغ واي تو غو (فيديو)»

### دي في دي
- «لونغ، لونغ واي تو غو (فيديو - يحتوي مشهد» ماوس")"
- «غيمي أ جوب (صوت)»
- «ناو (مقطع فيديو بـ30 ثانية)»
- «بور سام شغر أون مي (مقطع فيديو بـ30 ثانية)»
- «أنيمال (مقطع فيديو بـ30 ثانية)»
- «هستيريا (مقطع فيديو بـ30 ثانية)»

## أغان مقلدة
- ظهرت نسخة من هذه الأغنية في ألبوم ليونيل ريتشي من عام 2004، جاست فور يو.[2]